# 하노버 공항

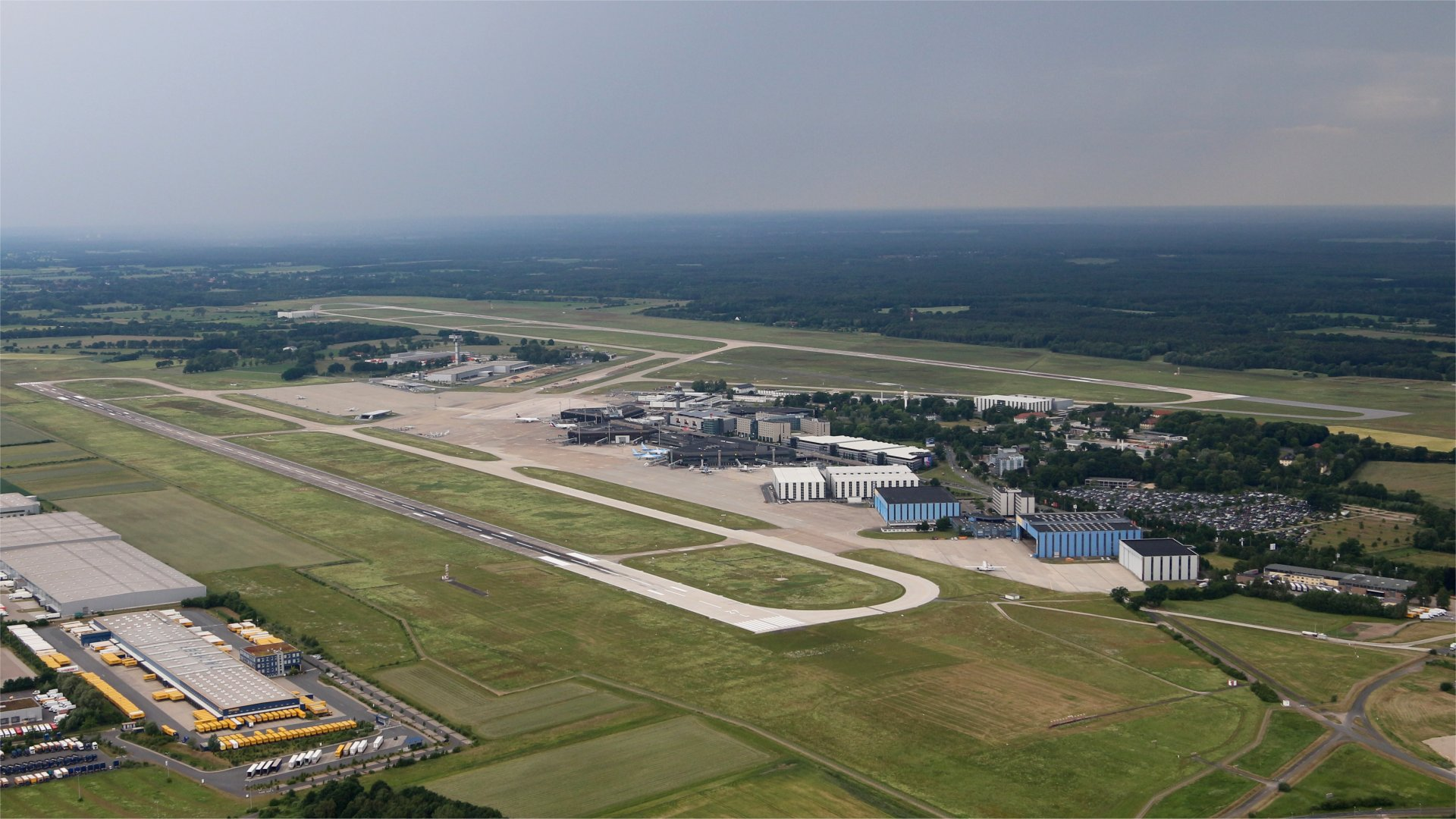

하노버 공항(Hannover Airport, IATA: HAJ, ICAO: EDDV)은 독일 니더작센주의 주도 하노버의 국제공항이다. 독일에서 9번째로 큰 공항으로, 하노버에서 북쪽으로 11킬로미터 지점인 랑엔하겐에 위치해 있다. 이 공항은 유럽 도시권과 휴양지로 향하는 비행을 제공하며 유로윙스, 콘도르 등이 이 공항을 이용한다.

## 같이 보기
- 독일의 대중교통